# Anton Filippov
Anton Filippov (nascut el 6 de desembre de 1986) és un jugador d'escacs uzbek, que té el títol de Gran Mestre des de 2008.
Tot i que no està en actiu des de l'octubre de 2016, a la llista d'Elo de la FIDE de l'abril de 2021, hi tenia un Elo de 2592 punts, cosa que en feia el jugador número 4 de l'Uzbekistan. El seu màxim Elo va ser de 2652 punts, a la llista de novembre de 2012 (posició 103 al rànquing mundial).

## Resultats destacats en competició
Ha estat dos cops campió de l'Uzbekistan, els anys 2005 i 2007. Aquest darrer any, hi acabà empatat als llocs 1r–3r amb Vladimir Egin i Timur Gareev.
El 2008 va empatar al primer lloc amb Farrukh Amonatov i Vitali Tseixkovski al segon Memorial Georgy Agzamov a Taixkent.
El 2008 va guanyar el primer Campionat Obert de Kuala Lumpur i va empatar als llocs 4t-8è amb Tamaz Guelaixvili, Constantin Lupulescu, Nidjat Mamedov i Oleksandr Zúbarev al torneig Obert Romgaz a Bucarest 2008.
El 2009, va guanyar la quarta Copa President Gloria Macapagal Arroyo a Manila, superant Nguyễn Ngọc Trường Sơn i Ehsan Ghaem Maghami, empatà al segon lloc amb Xakhriar Mamediàrov al quart Obert de Kolkata, i empatà als llocs 3r-8è amb Vadim Malakhatko, Elshan Moradiabadi, Merab Gagunaixvili, Alexander Shabalov i Niaz Murshed al Ravana Challenge Tournament a Colombo. Es va classificar per la Copa del Món d'escacs de 2009 tot i que fou eliminat en primera ronda per Surya Shekhar Ganguly.
El 2010 empatà als llocs 3r–6è amb Ding Liren, Zhou Jianchao i Merab Gagunaixvili al primer Memorial Florencio Campomanes a Manila i guanyà el primer Memorial Safin a Taixkent, per damunt de Rustam Kassimdjanov.
El 2011 va empatar als llocs 1r–3r amb Tigran L. Petrossian i Marat Dzhumaev al Memorial Georgy Agzamov a Taixkent. Entre l'agost i el setembre de 2011 participà en la Copa del món de 2011, a Khanti-Mansisk, un torneig del cicle classificatori pel Campionat del món de 2013, i hi tingué una actuació raonable; avançà fins a la segona ronda, quan fou eliminat per Étienne Bacrot (3½-4½).
L'agost de 2013 participà en la Copa del Món de 2013, on tingué una actuació regular, i fou eliminat en segona ronda per Borís Guélfand ½-1½.

### Participació en competicions per equips
Filippov ha representat l'Uzbekistan a les Olimpíades d'escacs de 2004, 2006, 2010 i 2012. Filippov va tenir la millor performance de 2820 a l'olimpíada d'Istambul.